# Scotopteryx vittistrigata
Scotopteryx vittistrigata là một loài bướm đêm trong họ Geometridae.